# 下天吉水库
下天吉水库，位于中华人民共和国新疆维吾尔自治区博尔塔拉蒙古自治州精河县南部精河出山口上游500米处，是一座以灌溉为主，兼顾防洪、环保和养殖等综合利用的中型水库，是精河上唯一一座调节水库。水库一期工程于1997年11月开工建设，2006年11月完工，2007年3月中旬蓄水，总库容1438万立方米（一说1290万立方米）。水库大坝为混凝土面板堆石坝，坝顶高程684.7米，最大坝高71.5米，坝顶长度217米，坝址以上控制流域面积1419平方千米。2017年8月9日7时27分精河县发生了6.6级地震，对大坝、溢洪道等造成不同程度的破坏。二期工程已于2019年8月开工，将修复地震造成的破坏，加高坝体，总库容增至2875万立方米，并新建一座装机容量33.6MW的引水发电系统。